# حسن أباد (غيفان)
حسن أباد (بالفارسية: حسن‌آباد) هي قرية تقع في إيران في قسم غیفان الريفي. يقدر عدد سكانها بـ 606 نسمة .